# شاهزاده صباح‌الدین
شاهزاده محمد صباح‌الدین (۱۳ فوریه ۱۸۷۷–۳۰ ژوئن ۱۹۴۸) سیاستمدار لیبرال عثمانی و از اعضای سلسله عثمانی و فرزند محمود پاشا بود.
صباح الدین با حکومت مطلقه سلسله عثمانی مخالف بود و به عنوان یکی از پیروان امیل دورکیم، از بنیانگذاران جامعه‌شناسی در ترکیه محسوب می‌شود.
وی حزب تشبث شخصی و عدم مرکزیت (Teşebbüs-i Şahsi ve Adem-i Merkeziyet Cemiyeti) را در سال ۱۹۰۲ تأسیس کرد.

## زندگی
شاهزاده صباح الدین در سال ۱۸۷۹ در استانبول متولد شد. مادر وی سنیها سلطان، دختر سلطان عثمانی عبدالمجید اول و نالاندیل خانم بود. پدر وی محمود صلاح الدین پاشا، پسر دریادار بزرگ دامات گورچو هلیل رفعت پاشا بود.
صباح الدین در اواخر سال ۱۸۹۹ به همراه برادر و پدرش که با عبدالحمید دوم درگیر شده بود، ابتدا به انگلیس و سپس به ژنو و پاریس جایی که محمود پاشا پدرش فوت کرد گریخت.
وی به دنبال اتحاد بین مسیحیان و مسلمانان بود و با رهبران گروه‌های مربوطه ملاقات کرد و ابتدا توسط ترک‌های جوان از حمایت برخوردار شد. در این مدت، او با ادموند دمولینز آشنا شد و پیرو علوم اجتماعی شد.
صباح الدین طرفدار حضور همه گروه‌های قومی و دینی در حکومت بود و بدین ترتیب با احمد رضا نظریه‌پرداز ملیگرای حزب اتحاد و ترقی که معتقد به حکومت ترکان بود اختلاف اساسی پیدا کرده و حزب لیبرال خود را تأسیس نمود که از عدم تمرکز سیاسی و سیاست‌های اقتصاد آزاد حمایت می‌کرد.
در سال ۱۹۰۸ همزمان با مبارزات مردم ایران با محمدعلی شاه بر سر مشروطیت صباح الدین اقدام به ایجاد یک گردهمایی موسوم به «گردهمایی بیک اوغلی» در حمایت از تلاش مردم ایران نمود که در آن نمایندگانی از ارامنه-اکراد-ایرانی‌ها -ترکهای ترکیه و فرانک‌ها اقدام به سخنرانی در حمایت از انقلاب مشروطه ایران نمودند. یحیی دولت‌آبادی توسط ایرانیان مقیم استانبول به عنوان سخنران در این جلسه انتخاب و سخنرانی ارزنده ای ارائه کرد که موجب تشویق و تبریک به وی از طرف شخص شاهزاده صباح الدین شد.
پس از انقلاب ترکان جوان در سال ۱۹۰۸ و به دست گرفتن قدرت توسط کمیته اتحاد و پیشرفت، صباح الدین به امپراتوری عثمانی بازگشت ولی حزب لیبرال وی که نظراتی مخالف با کمیته اتحاد و پیشرفت داشت، دو بار در سال‌های ۱۹۰۹ و ۱۹۱۳ ممنوع شد و او مجبور شد دوباره فرار کند. در طول جنگ جهانی اول، وی به عنوان رئیس مخالفان در تبعید در غرب سوئیس به سر برد.
در سال ۱۹۱۹، صباح الدین به امید تحقق چشم‌انداز سیاسی خود به استانبول بازگشت، اما سرانجام در سال ۱۹۲۴ توسط نهضت ملی پیروز ترکیه تحت رهبری مصطفی کمال پاشا ممنوع شد.
پس از تأسیس جمهوری جدید ترکیه در سال ۱۹۲۳، وی با قانونی در ۳ مارس ۱۹۲۴ که همه اعضای زنده دار خانه عثمان را اخراج کرد، از ترکیه تبعید شد و بنابراین، از این زمان، صباح الدین مجبور به زندگی در سوئیس شد.
جان جی بنت در زندگی‌نامه خود به نام شاهد (۱۹۶۲، چاپ اول؛ ۱۹۷۴، ویرایش دوم و بزرگتر)، خاطرنشان می‌کند که در سالهای بعد، به دلیل ناامیدی معتاد به الکل شده بود و در نهایت در آنجا در فقر درگذشت.
در سال ۱۹۵۲، بقایای سلطان زاده صباح الدین به استانبول منتقل و در مقبره پدر و پدربزرگش به خاک سپرده شد.